# Dugesia golanica
Dugesia golanica és una espècie de triclàdide dugèsid que habita l'aigua dolça d'Israel.
El nom específic, golanica, fa referència als alts del Golan, al marge dels quals es va trobar l'espècie.

## Descripció
Els espècimens adults de D. golanica mesuren entre 13 i 25 mm de longitud i entre 2 i 3,5 mm d'amplada. El cos és allargat i aplanat dorsoventralment i la coloració de la superfície dorsal és marró fosc. La presència de dos aurícules punxegudes a la part posterior del cap li dona una forma triangular. Al mig del cap té dos ulls envoltats per una petita zona despigmentada. La faringe té una llargària d'una sisena part la longitud total del cos. El gonoporus es troba a mig camí entre la boca i la punta de la cua.

### Aparell reproductor

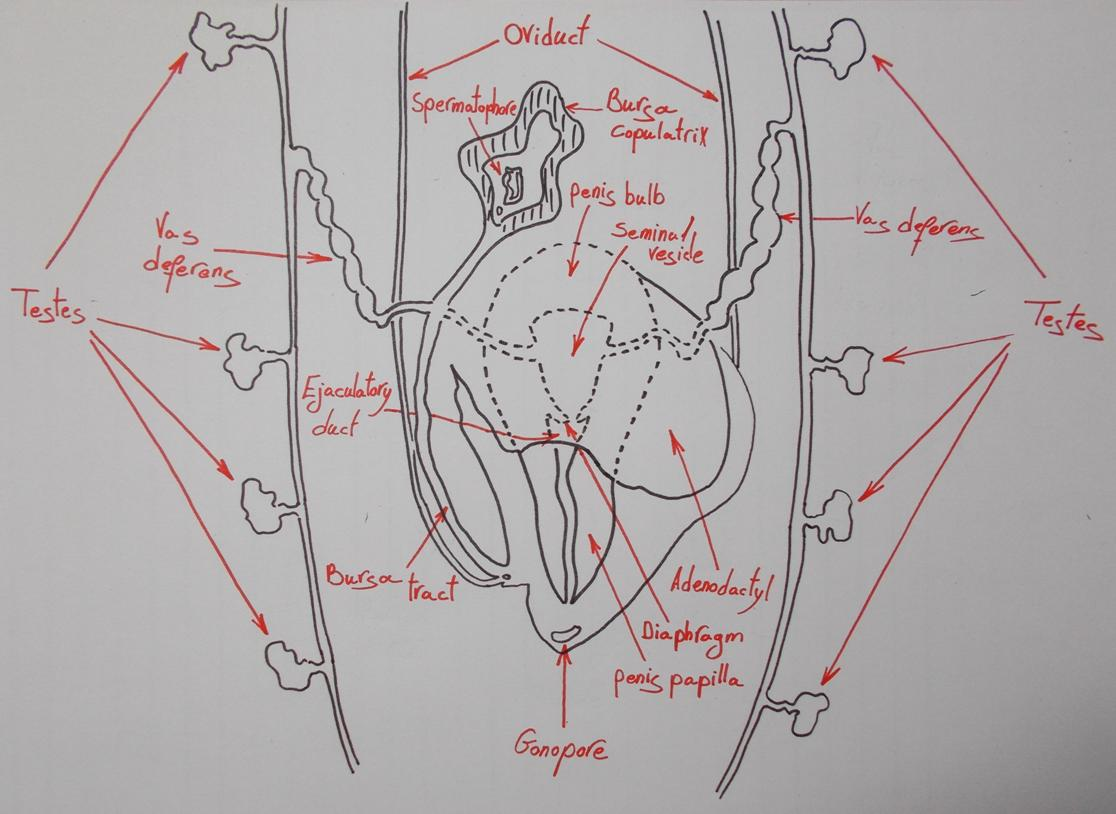
Dibuix esquemàtic de l'aparell copulador de D. golanica.

Els oviductes de D. golanica desemboquen separadament al canal de la bursa. La bursa fa un 500 μm de diàmetre, no està lobulada i està lateralment comprimida. Els testícles estan disposats en dues fileres principalment dorsals i comencen més o menys a l'alçada els ovaris, estenent-se posteriorment fins més enllà del gonoporus. Els vasos deferents entren a través de la paret mitjana de la vesícula seminal, allargada. El conducte ejaculador és estret i s'obre a la punta de la papil·la peniana. Al mateix conducte, poc després de la vesícula seminal, hi ha un diafragma desenvolupat. A l'altura del diafragma hi desemboquen glàndules penianes eosinòfil·les. El conducte ejaculador està envoltat per una capa de musculatura longitudinal interna i una capa de musculatura circular externa, que també comprenen la major part de la papil·la peniana. El bulb de l'adenodàctil comença a l'altura de la vesícula seminal i se situa adjacent i lleugerament posterior al bulb penià.
D. golanica es caracteritza per tenir un adenodàctil gran i bilobulat situat dorsalment i a la dreta de la papil·la peniana.

## Distribució, hàbitat i ecologia
D. golanica es troba a les fonts de Banias i Dan, al nord d'Israel. Les dues fonts presenten una salinitat molt baixa (8-16 mg/l Cl) i les seves temperatures són molt baixes i constants als seus naixements (15-16 °C). S'ha suggerit que l'espècie també es podria trobar al Líban.
A Banias conviuen amb les altres espècies de triclàdide Phagocata armeniaca, Dendrocoelum dani, i amb la forma asexual de Dugesia biblica. Al complex de fonts i rierols de Dan, D. golanica es troba amb D. dani i la forma sexual de D. biblica.
D. golanica és una espècie estenoterma d'aigua freda. Al laboratori, les temperatures superiors a 18 °C resulten letals per a l'espècie.